# Harris Yulin
Harris Bart Goldberg mer känd som Harris Yulin, född 5 november 1937 i Los Angeles, Kalifornien, död 10 juni 2025 i New York, var en amerikansk skådespelare.

## Filmografi i urval
| År   | Filmtitel                         | Roll          | Noter                     |
| ---- | --------------------------------- | ------------- | ------------------------- |
| 1975 | Lilla huset på prärien            | John Stewart  | avsnittet "Child of Pain" |
| 1975 | Dödligt utspel                    | Marty Heller  |                           |
| 1978 | Familjen Macahan                  | Deek Peasley  | avsnitt 6–10              |
| 1983 | Scarface                          | Mel Bernstein |                           |
| 1988 | En annan kvinna                   |               |                           |
| 1989 | Ghostbusters II                   |               |                           |
| 1994 | Påtaglig fara                     |               |                           |
| 1995 | Cutthroat Island                  |               |                           |
| 1996 | Loch Ness                         |               |                           |
| 1996 | I flesta laget                    |               |                           |
| 1997 | Bean – den totala katastroffilmen |               |                           |
| 1999 | The Hurricane                     |               |                           |
| 2001 | Rush Hour 2                       |               |                           |
| 2001 | Training Day                      |               |                           |